# Zsolt Hauber
Zsolt Hauber (* 11. Dezember 1968 in Kecskemét) ist ein ungarischer Trance-Musiker und Produzent. Seine Lieder wurden für Werbespots und Fernsehprogramme verwendet.
Er studierte Klavier seit er sieben Jahre alt war. Seine Kindheit verbrachte er in Budapest, Szolnok und Moskau.
Als er 14 Jahre alt war, wurde er Mitglied der Band Bonanza Banzai mit Ákos Kovács und Gábor Menczel, und er hat an anderen musikalischen Projekten wie Alben der ebenfalls ungarischen Band Fresh mitgewirkt. 1997 veröffentlichte er sein erstes Soloalbum Frei Dosszié beim damals zur Warner Music Group gehörenden Magneoton-Label.